# Exenteração pélvica
Exenteração pélvica (ou evisceração pélvica) é o tratamento cirúrgico radical que remove a bexiga urinária, uretra, vagina, cérvice, útero, tubas uterinas, ovários, reto, ânus, e em alguns casos, a vulva.
O procedimento deixa o paciente com uma colostomia permanente, no qual o conteúdo intestinal é drenado em uma bolsa que é fixada no lado esquerdo do abdômen. A bexiga urinária é reconstruída a partir de uma porção do intestino para proporcionar um reservatório que se esvazia em uma bolsa no abdômen.

## Indicações
A exenteração pélvica é mais comumente usada em casos avançados ou recidivantes de câncer cervical, câncer vaginal e câncer vulvar.